# Metaciclina
Metaciclina è un antibiotico tetraciclinico, ad azione batteriostatica, indicato in diverse patologie infettive. In Italia è venduto dalla società farmaceutica Difa Cooper S.p.A. con il nome commerciale di Esarondil nella forma farmacologica di capsule contenenti 300 mg di principio attivo.

## Farmacodinamica
Metaciclina, similmente ad altre tetracicline, è dotata di attività batteriostatica. La molecola esercita la sua azione antimicrobica attraverso l'inibizione della sintesi proteica. Il farmaco inibisce il trasporto degli aminoacidi dall'aminoacil-t-RNA ai ribosomi impedendo il legame con la subunità 30S. In questo modo blocca la formazione della catena peptidica e pertanto la sintesi delle proteine.

Metaciclina è dotata di un ampio spettro d'azione e la sua attività antibatterica è molto simile a quella di altre molecole appartenenti al gruppo delle tetracicline. Anche i fenomeni di resistenza crociata sono comuni. 
Lo spettro d'azione include microrganismi gram-positivi ( Mycoplasma pneumoniae, Chlamydia psittaci, Chlamydia trachomatis, Borrelia recurrentis) e gram-negativi (Haemophilus ducreyi, Haemophilus influenzae, Neisseria gonorrhoeae, Francisella tularensis, Campylobacter fetus, Vibrio cholerae, Yersinia pestis), Rickettsie, Micoplasmi, Attinomiceti, clamidie ed alcuni protozoi quali spirochete ed amebe.

## Farmacocinetica
A seguito di somministrazione per via orale metaciclina risulta rapidamente ed ampiamente assorbita. Lo stomaco ed il tratto superiore dell'intestino sono i luoghi in cui avviene, nella maggior parte, l'assorbimento.
Il legame della molecola con le proteine plasmatiche è stimato intorno al 50%. L'emivita risulta di circa 14 ore.
Il composto diffonde rapidamente nei tessuti e nei liquidi organici. Nel liquido sinoviale e nella mucosa dei seni mascellari le concentrazioni raggiunte sono sovrapponibili a quelle sieriche. Nel liquor cefalorachidiano la concentrazione è circa il 10-20% di quella sierica.
Il composto viene eliminato dall'organismo tramite la bile e le feci. Solo una piccola quota della dose assunta, pari a circa il 10-25% viene invece eliminata attraverso l'emuntorio renale. Nei soggetti con alterata funzionalità renale non è richiesto un aggiustamento del dosaggio.

## Tossicologia
La DL50 nel topo è pari a 2150 mg/Kg peso corporeo se assunta per via orale, 205 mg/Kg se inocoluta per via endoperitoneale e 170 mg/Kg per via endovenosa. Nel ratto i rispettivi valori sono pari a 1500, 340 e 145 mg/Kg.

## Usi clinici
Il composto viene utilizzato nel trattamento di infezioni batteriche di vario tipo, ed in particolare in caso di ascessi, processi flogistici broncopolmonari (bronchite acuta e cronica, broncopolmonite, polmonite, bronchiectasie, empiema pleurico), epatobiliari (colecistite, colangite), gastrointestinali (enterite, dissenteria bacillare, salmonellosi), e delle vie urinarie (cistite, pielite, pielonefrite, uretrite aspecifica).

## Effetti collaterali
In corso di terapia con metaciclina tra gli effetti indesiderati registrati con maggiore frequenza vi sono quelli a carico dell'apparato gastrointestinale (perdita di appetito, glossite, disfagia, nausea, vomito, diarrea).
In alcuni pazienti si possono manifestare disturbi cutanei (rash cutaneo, eruzioni di tipo maculopapulare) e reazioni da ipersensibilità (eruzioni orticarioidi, porpora anafilattica, edema angioneuretico).
In casi molto rari sono stati segnalati disturbi, anche gravi, di tipo ematologico: anemia emolitica, neutropenia, trombocitopenia, eosinofilia.
L'uso delle tetracicline durante il periodo di formazione dei denti nel bambino (dalla seconda metà della gravidanza a tutta la prima infanzia) può causare una alterazione della colorazione dei denti ed in particolare pigmentazione dentaria permanente (giallo-bruna). La colorazione anomala dei denti viene osservata con maggiore frequenza dopo trattamenti prolungati con le tetracicline, anche se sono stati riportati casi in pazienti trattati per periodi brevi e ripetuti.

## Controindicazioni
La molecola è controindicata nei soggetti che presentano ipersensibilità nota al principio attivo, ad altre tetracicline, oppure ad uno qualsiasi degli eccipienti utilizzati nella formulazione farmacologica. Il farmaco è inoltre controindicato nelle donne in stato di gravidanza. La grave insufficienza renale od epatica rappresentano uletriori controindicazioni.

## Interazioni
- Anticoagulanti (warfarin, acenocumarolo): la co-somministrazione con tetracicline può deprimere l'attività protrombinica.In caso di associazione con farmaci anticoagulanti è quindi opportuno monitorare l'indice INR e, qualora necessario, adeguare il dosaggio dell'anticoagulante.
- Ferro, antiacidi, lassativi, sucralfato (contenente alluminio), preparati multivitaminici (contenenti manganese o zinco), bicarbonato di sodio, colestipolo o colestiramina: la contemporanea assunzione di queste molecole con la tetraciclina può comportare una riduzione dell'assorbimento di metaclina. Per ridurre il possibile effetto interferente l'antibiotico deve essere somministrato un'ora dopo la loro assunzione oppure 4 ore prima.
- Penicilline: la terapia di associazione con metaciclina può determinare la possibilità di interferenze tra le attività antibatteriche delle due classi di antibiotici. La co-somministrazione è pertanto sconsigliata.